# The Early Collection
 (mai 2023).
Si vous disposez d'ouvrages ou d'articles de référence ou si vous connaissez des sites web de qualité traitant du thème abordé ici, merci de compléter l'article en donnant les références utiles à sa vérifiabilité et en les liant à la section « Notes et références ».
The Early Collection est un album de Bob Marley et des Wailers sorti dans les années 1970. Cet album inclut des interprétations de célèbres negro spirituals comme Nobody Knows.

## Liste des morceaux
Les seize pistes de cette compilation sont :
1. Wing of a Dove
2. Do you Remember
3. Love and Affection
4. Donna
5. It Hurts to Be Alone
6. Do you Feel the Same Way
7. Dancing Shoes
8. I'm Still Waiting
9. I Made a Mistake
10. One Love (People Get Ready)
11. Maga Dog
12. Nobody Knows
13. Lonesome Feeling
14. Let Him Go
15. Lonesome Track
16. I'm Going Home